# 힐랄 엘헬웨
힐랄 바삼 엘헬웨(1994년 11월 24일 ~ )는 독일 출생 레바논의 축구 선수로 포지션은 공격수이며 현재 레바논 프리미어리그의 부르즈 FC 소속이다.

## 선수 경력

### 클럽
2013년 독일 4부 리그의 TSV 하벨세 입단 후 리그 59경기 16골을 터뜨리며 2013-14 시즌 리그 7위, 2014-15 시즌 리그 4위의 성적에 공헌했고 2015년 같은 독일 4부 리그의 VfL 볼프스부르크 II로 이적 후 24경기 7골을 기록하며 2015-16 시즌 4부 리그 우승 및 차기 시즌 3부 리그 승격에 기여한 뒤 2016년 독일 3부 리그의 할레셔 FC로 이적 후 2017-18 시즌까지 56경기 6골을 기록하며 두 시즌 연속 3부 리그 잔류에 일조했다.
그리고 2018년 그리스 슈퍼리그의 아폴론 스미르니 FC로 이적했으나 팀의 2018-19 시즌 1부 리그 최하위 및 2부 리그 강등을 막지 못했고 2부 리그 강등 이후 2019년 독일 3부 리그의 SV 메펜으로 이적하여 38경기 7골을 기록하며 2019-20 시즌 3부 리그 7위의 성적에 이바지한 뒤 2021년 3월 1일 8년간의 유럽 생활을 청산하고 요르단 프로리그 소속팀이자 리그 최다 우승팀인 알파이살리로 이적했다.

### 국가대표팀
2015년 10월 8일 미얀마와의 2018년 FIFA 월드컵 아시아 지역 2차 예선 G조 4차전에서 후반 11분 교체 투입을 통해 국제 A매치 데뷔전을 치렀고 이후 미얀마와의 G조 최종전에서 0-1로 뒤져 있던 후반 43분 A매치 데뷔골을 극적인 동점골로 장식하며 팀의 2019년 AFC 아시안컵 3차 예선 진출에 이바지했다.
그리고 2018년 12월 발표된 2019년 AFC 아시안컵 본선 엔트리에 전격 합류하여 북한과의 E조 조별리그 최종전에서 멀티골을 터뜨리며 4-1 대승에 기여했지만 팀은 D조 3위인 베트남과 승률·골득실차(1승 2패/4득점·5실점)에서 동률을 이뤘음에도 페어플레이 점수에서 밀리면서 아쉽게도 사상 첫 아시안컵 16강 문턱에서 주저앉았다.

## 수상

### 클럽
VfL 볼프스부르크 II
- 레기오날리가 : 우승 (2015-16)